# Hiroshi Amano
Hiroshi Amano (天野 浩 Amano Hiroshi,  født 11. september 1960) er en japansk fysiker, ingeniør og opfinder, der har specialiseret sig i halvlederteknologi. Han modtog nobelprisen i fysik sammen med Isamu Akasaki og Shuji Nakamura for "opfindelsen af effektive blå lysdioder, som har gjort det muligt at fremstille lysstærke og energibesparende hvide lyskilder."